# Ataque a la embajada de Estados Unidos en Irak de 2019-2020
El ataque a la embajada estadounidense en Irak es el nombre para describir los sucesos ocurridos entre el 31 de diciembre de 2019 al 1 de enero de 2020 en Bagdad. Manifestantes iraquíes y partidarios del Kataeb Hezbolá, atacaron la embajada en respuesta a los ataques aéreos por parte de la Fuerza Aérea de los Estados Unidos el 29 de diciembre de 2019 en el que murieron 25 integrantes de la organización. Miles de manifestantes pintaron la embajada con grafiti, arrojaron piedras y cantaron "Muerte a América".
Como represalia el 3 de enero de 2020 se produjo el ataque aéreo en el Aeropuerto Internacional de Bagdad de 2020 por un dron estadounidense, siendo asesinados el general iraní Qasem Soleimani y el comandante iraquí Abu Mahdi al-Muhandis, entre otros. El gobierno iraní prometió vengar las muertes.